# Aleksander praznih rok
Aleksander praznih rok je drama Vitomila Zupana.

## Osebe
- Aleksander, makedonski kralj
- Ajša, njegova ljubica
- Antibraks, prvi minister
- Fric, narednik
- Friceva žena
- Aristotel, filozof, Aleksandrov vzgojitelj
- Artaks, general
- Diogen, filozof
- Deinokrat, arhitekt
- Protogen, slikar
- Točajka
- Člani preiskovalne komisije
- Spletični
- Stražarja
- Atenski meščani

## Vsebina
Uvod: Aleksander zavzame Atene, v svojem sodu pa sedi Diogen, si obira uši in modruje; sekundirata mu kipa Apolona in Afrodite. Zvemo, da modrec, ki uči odrekanje vsemu, neumorno skrbi za svojo slavo; ko ga obišče narednik Fric, ki si ogleduje atenske znamenitosti, ga zasuje z globokimi izreki, kar prostodušnega Frica tako zjezi, da mu pritisne brco in odide. Diogen meščanom sporoči dogodek v taki obliki, da takoj nastane legenda, kako je skromni modrec zafrknil samega Aleksandra.
1. dejanje: Aleksander posluša Antibraksovo poročilo, daje podrobna navodila, ureja tekoče probleme svoje ogromne države. Zjezijo ga govorice o njegovem domnevnem srečanju z Diogenom; vse Atene so izrabile priložnost in se hahljajo na račun okupatorskega kralja, ta pa ne more storiti nič učinkovitega in ušivi Diogen bo z njim vred stopil v zgodovino... Kralj se čuti osamljen, nesrečen je, boji se, da bo postal slab človek in dober vladar, saj obojega ni mogoče združiti; celo do Ajše, ki ga ljubi, je ravnodušen, podari jo Antibraksu za ženo. - Medtem se legenda o srečanju modreca in kralja širi, se dopolnjuje z novimi podrobnostmi, vse z namenom, da se pokaže premoč (grške) kulture nad barbarsko vojaško silo. Diogena pride zaslišat kraljeva komisija; Diogen se spretno izmika, meščani ga slavijo, kipa Apolona in Afrodite pa ugotavljata, da bodo zgodovino pisale predvsem ljudske govorice.
2. dejanje: Kralj praznuje rojstni dan, Ajša se lipša za svečanost, z možem govorita o Aleksandru: vse je dosegel, nima si več kaj želeti, pa je, kot bi bil bolan - če mu le omeniš tisto gnido Diogena, pobesni... Slavje na dvoru je moreče, kralj je nasajen in mračen, hitro zaključi praznovanje. Tedaj vdre v dvorano Fric, da bi se kralju, s katerim sta stara bojna tovariša, osebno potožil: bil je zaslišan v zvezi z Diogenom, podpisal je izjavo, da bo molčal, a je vse povedal ženi; baba seveda ni znala molčati in zdaj za njim hodijo pandurji in mu strežejo po življenju... Kralj takoj spozna Antibraksovo roko in ministru ukaže, naj pusti Frica pri miru. Fric izrabi priložnost in "staremu" pove, da v njegovi državi vladajo teror, sovraštvo, strah, bojno tovarištvo je izginilo, kralj je pozabil na svoje prijatelje vojake... Aleksander je besen: primitivno, revno ljudstvo je bil povzdignil v zgodovinsko, vse moči žrtvuje zanj, pa dobiva v zahvalo same očitke - naj le Fric prevzame upravljanje države, če tako dobro ve, kaj je treba! Fric zgroženo odgovori, da je raje mrtev narednik kot živ kralj. Aleksander je očaran, napetost popusti, oba obudita nekaj skupnih vojaških spominov, nato Fric potolažen odide. - V pogovoru z Aristotelom se Aleksander izpove: imel je velike sanje, ki so mu dajale moč, zdaj drži vse niti v rokah, toda njegove roke so prazne - če bo izpustil meč, bo vse razpadlo, sprašuje se, zakaj ga je sploh vzel v roke in le mrtvi gledajo vanj, on kot človek pa je sam, zel in nesrečen. Aristotel mu z vso modrostjo ne more pomagati; sam je na istem, tudi njegove roke so prazne, tudi njega je zasužnjilo, kar je bil sam ustvaril. Ve le, da Diogenova rešitev: že od začetka ostati praznih rok, ničesar želeti, ni prava, saj vodi v uničenje sanj, v divjaštvo in barbarstvo; nositi morata vsak svoje breme. Modrec in kralj se resignirano poslovita.
3. dejanje: Aleksander je na višku moči in slave, vendar mu dvor zmeraj bolj preseda, večkrat se, preoblečen v narednika, potepe s Fricem in vojaki ter popiva po krčmah. Tudi z vojaške parade pobegne in na samem kosi z Ajšo, ki je noseča; zaupa ji, da ga je častihlepnost pustila na cedilu, rad bi bil čisto navaden, dober človek, nekomu potreben, rad bi legel v travo, sanjal o spremembi sveta, se zaupal zdravemu naravnemu nagonu... Ko odhaja, mu Ajša pošepne, da je otrok pod njenim srcem njegov; Aleksander sprejme novico z navdušenjem. - Antibraks posluša poročila vohunov: veličanstvo popiva z vojaki, zabavlja čez državo in kralja, hvali Diogena... Aleksander se je dvignil zoper Aleksandra; vendar bo Antibraks branil pravega Aleksandra, tudi vladar nima pravice razbijati, kar je zgradil. - Aleksander umira v Ajšinem naročju, z zadnjimi silami ukaže zase pokop po obredu zmagovalca, saj je Aleksander premagal Aleksandra. Medtem Antibraks prisebno ureja vse, kar je potrebno: časopisi bodo poročali, da je bil v pretepu ubit narednik iz Tira, veličanstvo je zapadlo nagli in zavratni bolezni; treba je poslati sporočilo Aristotelu... - Osebe vstajajo iz teme, odhajajo. Vse vloge so prazne in navidezne, naj gre za mogočnega kralja ali revnega modreca; resnično je le tisto, kar je v nas, to pa lahko razume le tisti, ki nas ima rad. Ajša in Aleksander se objameta, Diogen pa ugotovi, da je sam ostal praznih rok - kakor zahteva njegov nauk.